# Игольница

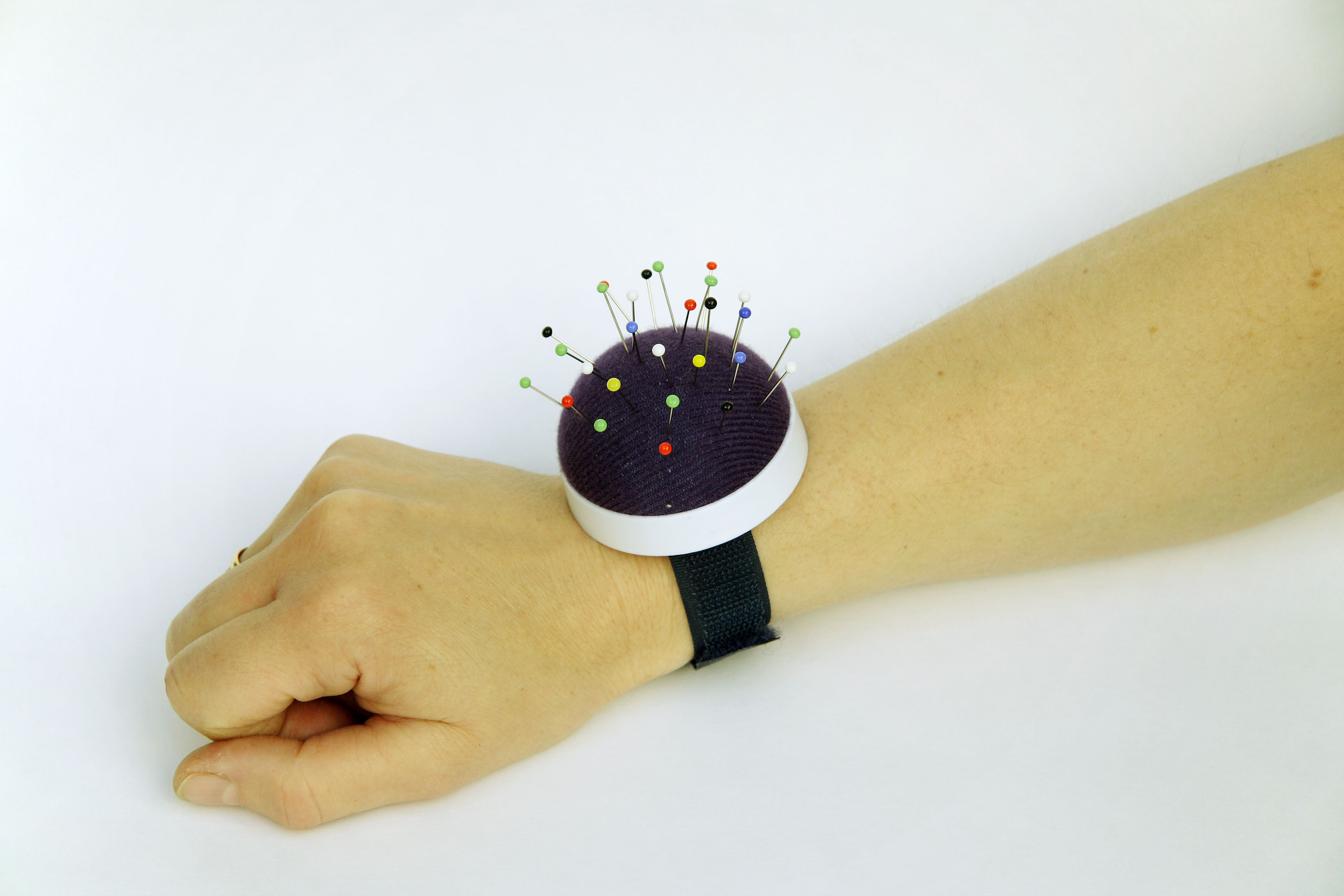
Наручная игольница

Иго́льница — футляр или подушечка для иголок и булавок, используемая в швейном деле, исключающая возможность их потери в процессе работы.

## История
В древние времена, когда ткань только стала распространяться, игольницы изготавливались из ткани и бумаги, которые перекладывались меавки, иголки. Потом они начались изготавливаться из ваты, синтепона и картона с тканью.

## Игольницы-подушечки
Игольницы-подушечки часто создаются рукодельницами в декоративных целях. Они могут быть простой формы — квадрат, круг, сердечко — или сложной: в виде сумочки, фигурки животного, цветка. Простую самодельную игольницу можно изготовить из картона, набивного материала, например, ваты или поролона, и ткани. Игольницы украшают вышивкой, аппликацией, вместо ткани может использоваться вязка.
Изготовление игольницы — популярное задание на занятиях по рукоделию для дошкольников. Собственноручно сделанная игольница потом используется для приучения ребёнка к аккуратному обращению с вещами — после занятия в неё нужно убрать свои иголки.

## Готовые игольницы

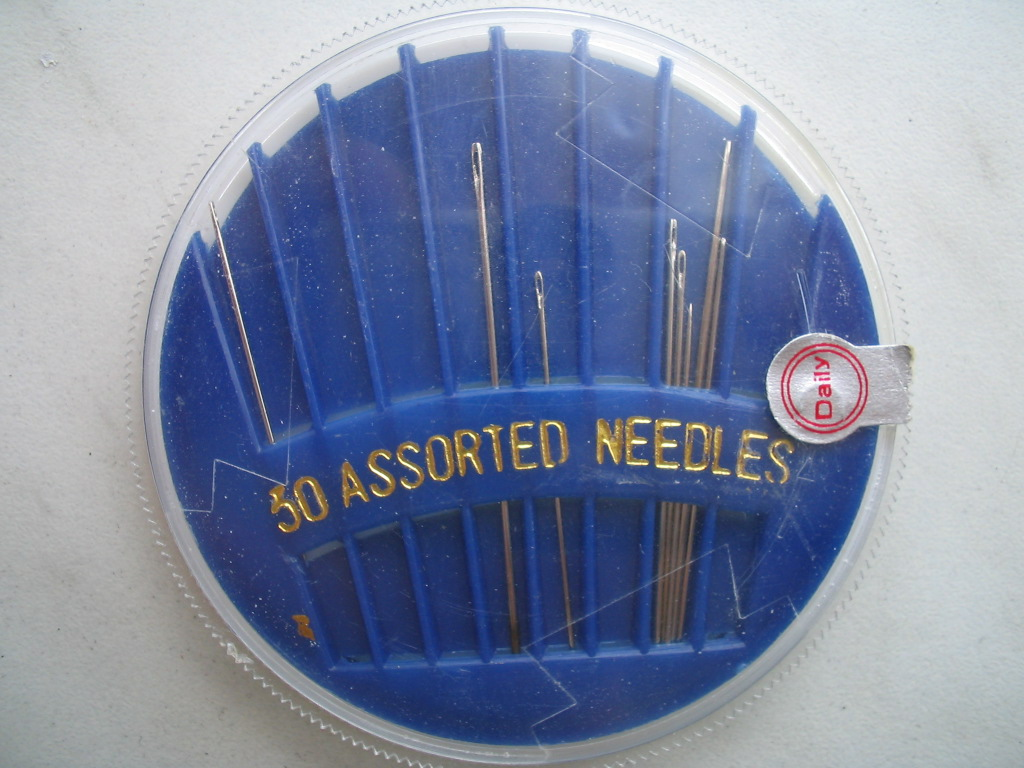

Игольницы-футляры могут быть разной формы. Футляр-грибок используется не только для хранения иголок, но и для штопки.
Магнитные игольницы могут выполняться в форме подставки, либо в виде коробочки с магнитом внутри.